# KAZUYOSHI SAITO LIVE TOUR 2020 "202020" 幻のセットリストで2日間開催!～万事休すも起死回生～ Live at 中野サンプラザホール 2021.4.28
『KAZUYOSHI SAITO LIVE TOUR 2020 "202020" 幻のセットリストで2日間開催!～万事休すも起死回生～ Live at 中野サンプラザホール 2021.4.28』（カズヨシ・サイトウ・ライブツアー2020 "2020" まぼろしのセットリストでふつかかんかいさい!～ばんじきゅうすもきしかいせい～ライブアットなかのサンプラザホール2021.04.28）は、斉藤和義13枚目のライブ・アルバム。2021年10月27日発売。
発売元はSPEEDSTAR RECORDS。規格品番：VICL-65600/1（202020ロゴ入りポーチ付初回盤：VIZL-1932）。

## 解説
2020年開催予定ツアーがコロナ禍での延期・中止を受けて、斉藤は2021年4月27日・28日、東京・中野サンプラザでライブを敢行。本作はキャリア初となった28日の無観客配信ライブを収録。初回盤のみ特製ポーチが付属。同日、本ライブのBlu-ray2種とDVD2種を発売。

## CD収録曲
特記以外全曲　作詞・作曲・編曲：斉藤和義
Disc.1
1. 傷だらけの天使（作曲：大野克夫）（2:09）
2. 万事休す（4:08）
3. アレ（3:57）
4. いつもの風景（3:49）
5. ずっと好きだった（5:01）
6. メトロに乗って（5:14）
7. I want to be a cat（4:46）
8. 猫の毛（3:42）
9. オートリバース～最後の恋～（5:09）
10. 君の顔が好きだ（4:21）
11. 歌うたいのバラッド（8:51）

Disc.2
1. 小さな夜（4:20）
2. ニドヌリ（6:11）
3. シャーク（6:17）
4. Room Number 999（5:33）
5. 愛とやらにせっつかれているのは気のせい?（3:53）
6. a song to you（3:11）
7. ベリー ベリー ストロング ～アイネクライネ～（7:24）
8. 歩いて帰ろう（3:37）
9. キャンティのうた 【ENCORE】（3:10）
10. Boy 【ENCORE】（4:58）